# زنان در آیین سیک

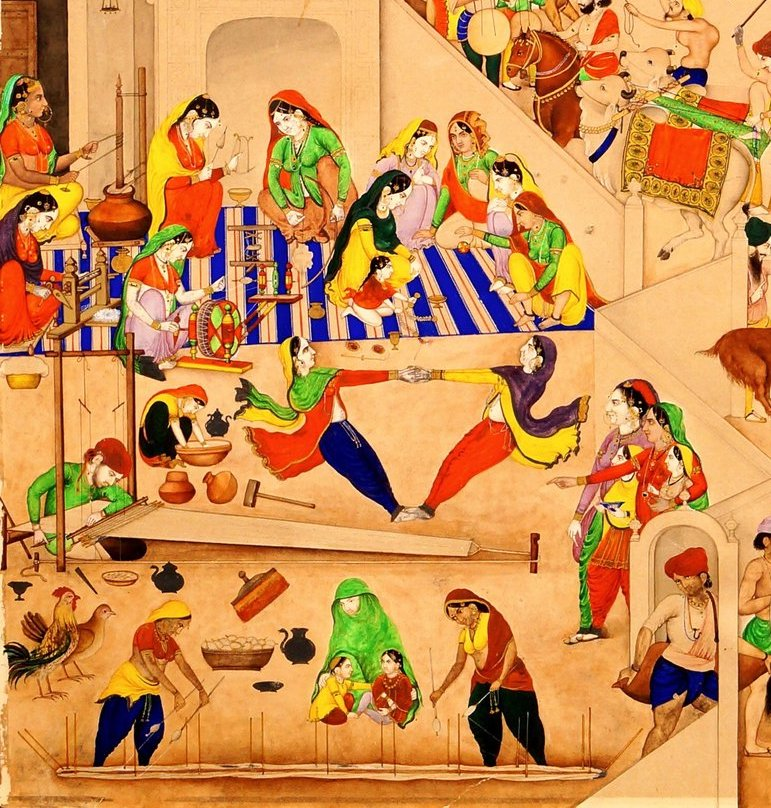
زنانی در دوران امپراتوری سیک در امریتسار، نقاشی قرن ۱۹

زنان در آیین سیک (انگلیسی: Women in Sikhism) در اصول آیین سیک بیان می‌کند که زنان دارای جانی برابر با مردان هستند و از این رو، حق برابر برای پرورش معنویت و همچنین دستیابی برابر به رستگاری دارند. زنان در تمام فعالیت‌های دینی، فرهنگی، اجتماعی و عرفی سیک مشارکت دارند، از جمله هدایت تجمعات مذهبی، شرکت در آکهند پات (تلاوت پیوسته متون مقدس)، اجرای کیرتن (سرودخوانی جماعتی)، تمرین گتکا (هنر رزمی سیک) و فعالیت به عنوان گرانتی‌ها.
گورو نانک مردان و زنان را به مشارکت کامل در تمام فعالیت‌های عبادتی و عملی آیین سیک تشویق کرد. تاریخ سیک همچنین نقش زنان را ثبت کرده و آنان را در خدمت، ازخودگذشتگی و شجاعت هم‌تراز مردان به تصویر کشیده است.

## تاریخچه

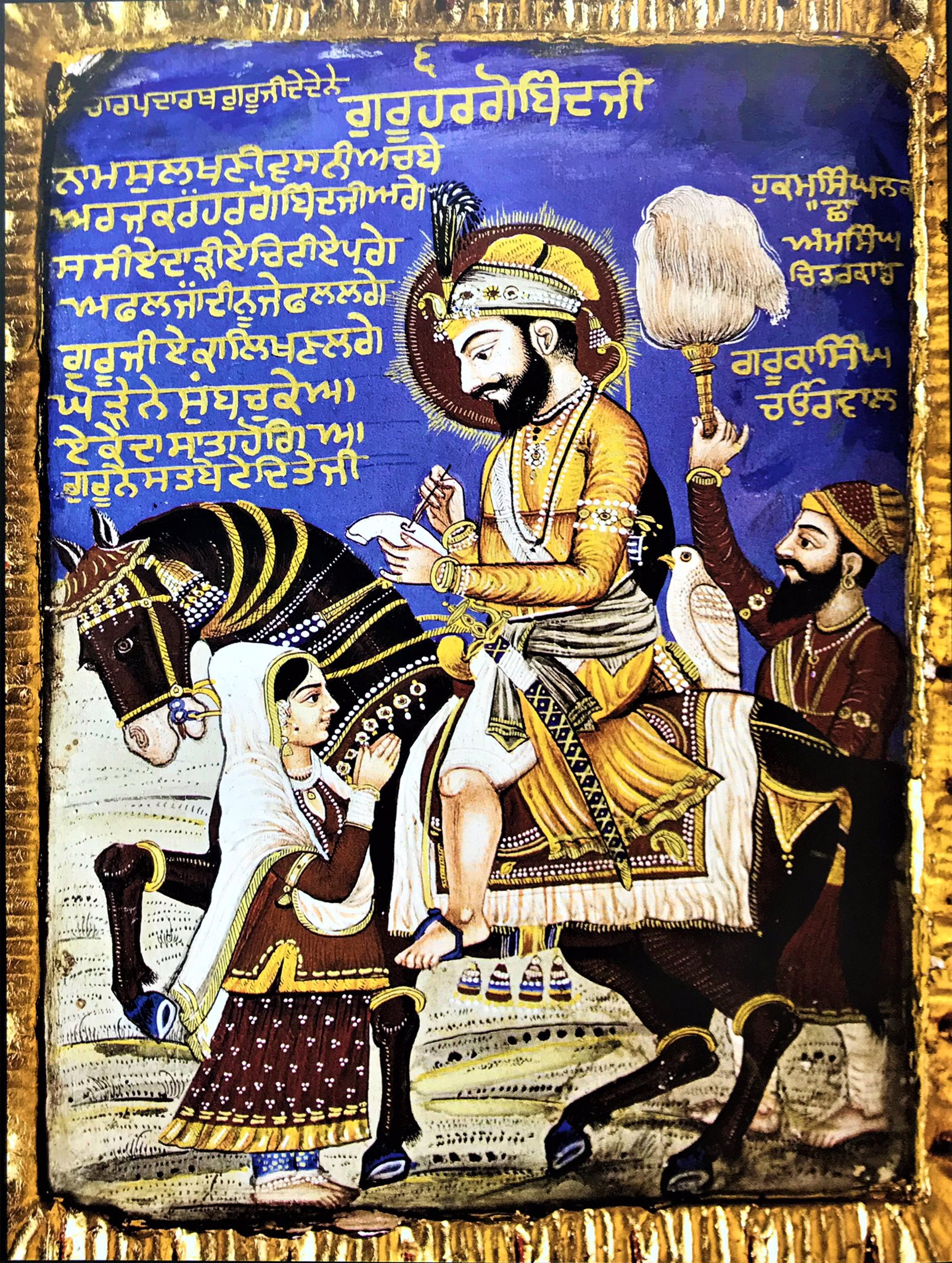
نقاشی دیواری از تخت هزور صاحب که گورو هارگوبیند را در حال اجابت دعای مای سولاخانی برای فرزنددار شدن نشان می‌دهد؛ او ابتدا عدد یک (੧) را نوشت، اما اسبش لگد زد و عدد هفت (੭) را ثبت کرد.

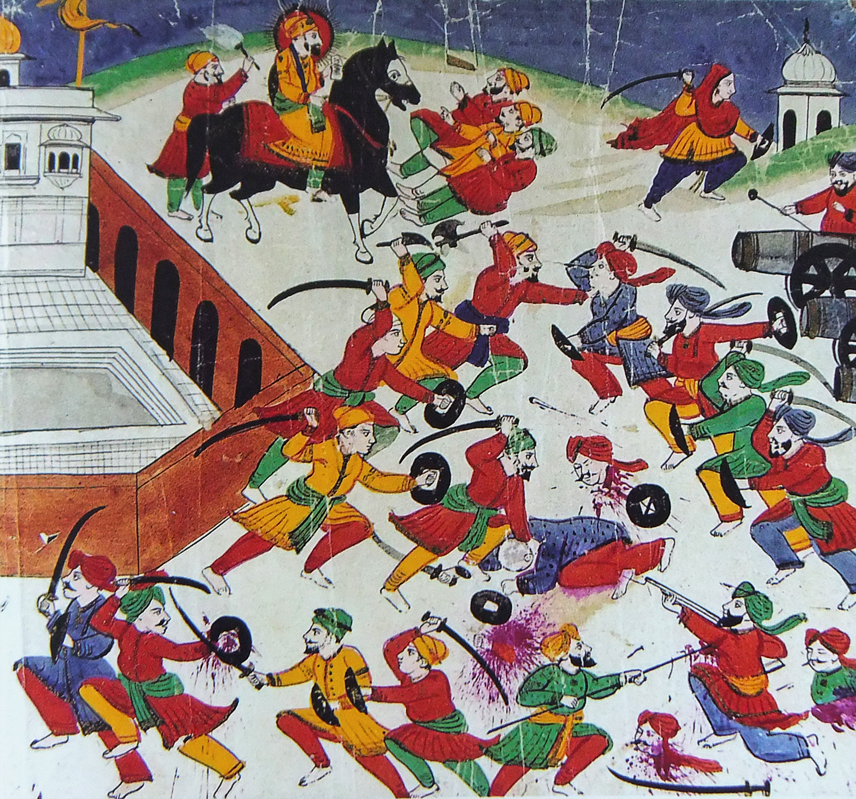
مای بهاگو (بالا سمت راست) در نبرد سری موکستار صاحب؛ دسامبر ۱۷۰۵

گوروهای سیک و قدیسان مختلف سیک گام‌های مهمی برای ارتقای حقوق زنان برداشتند که در قرن پانزدهم به‌شدت پایمال شده بود. برای تضمین موقعیت جدید و برابر برای زنان، گورو هیچ تمایزی میان جنسیت‌ها در زمینه‌های تشرف، آموزش یا مشارکت در سنگت (اجتماع مذهبی) و پنگت (صرف غذا به‌صورت جمعی) قائل نشد.

### گورو امرداس
بر اساس نوشته‌های ساروپ داس بالا در کتاب *ماهیما پراکاش*، گورو امرداس استفاده از پوشاندن صورت توسط زنان را ناپسند می‌دانست. او زنان را برای نظارت بر برخی از جوامع پیروان منصوب کرد و علیه رسم ساتی (رسم) موعظه نمود. گورو امرداس همچنین با صدای بلند علیه قتل نوزادان دختر اعتراض کرد. او زنی سیک به نام مای ماتهو را به‌عنوان سرپرست یکی از اسقف‌نشین‌های مانجی منصوب کرد، اقدامی که برخلاف سلسله‌مراتب مردسالارانه رایج در دوران او بود.

### گورو گوبیند سینگ
گورو گوبیند سینگ به خالصه (سیک) دستور داد که با کانیه‌پاپی، کسانی که به زنان ستم می‌کنند، ارتباطی نداشته باشند. او همچنین به‌شدت مخالف شیءانگاری زنان بود. گورو به زنانی که در خالصه تعمید یافته بودند، نام خانوادگی کور را اعطا کرد و جایگاه آنان را به‌عنوان شاهدخت‌های مستقل تثبیت نمود.

### رام سینگ نامدهاری
بابا رام سینگ اقدامات بسیاری در جهت حقوق زنان انجام داد که شامل مخالفت با قتل نوزادان دختر، فروش دختران جوان به‌عنوان خدمتکار، نظام جهیزیه و رسم پرده‌نشینی می‌شد. او همچنین در راستای ارتقای سطح سواد زنان و امکان ازدواج مجدد برای بیوه‌ها تلاش کرد.

### سینگ سبها
در جریان جنبش احیای سیک‌ها در سینگ سبها که از دهه ۱۸۷۰ آغاز شد، این جنبش علیه نظام پرده‌نشینی، قتل نوزادان دختر، ازدواج کودکان، رسم ساتی، وضعیت نامناسب بیوه‌ها، رسم جهیزیه و هزینه‌های سنگین ازدواج اعتراض کرد.

## رسوم محکوم‌شده

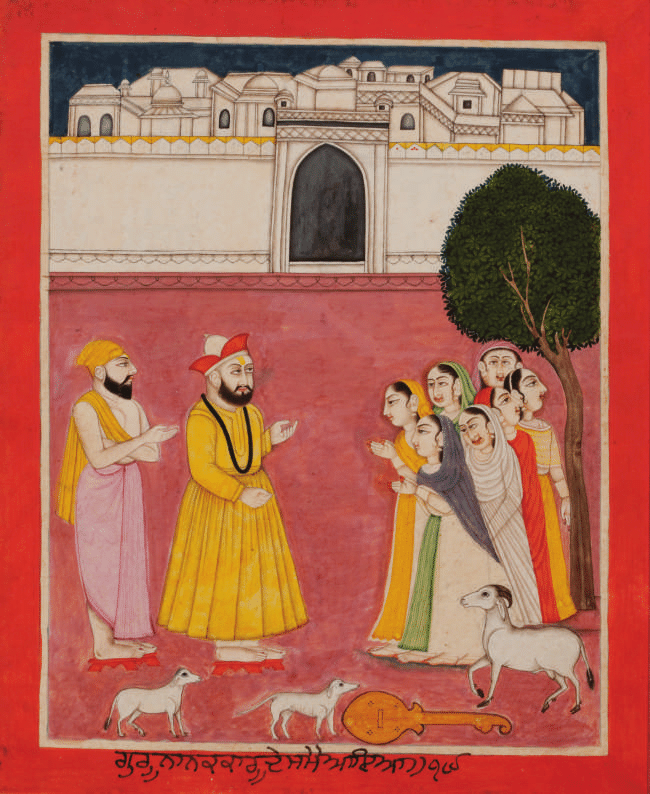
گورو نانک در کامروپ، سرزمینی که زنان در آن حکومت می‌کنند. برگرفته از نسخه‌ای از جنم‌ساکی، حدود ۱۷۵۵–۱۷۷۰.

### سوتک
سوتک باوری است که خانه را به دلیل تولد کودک ناپاک می‌داند. همچنین اعتقاد بر این است که زنان بیش از دیگران در معرض این ناپاکی قرار دارند. گورو نانک به‌طور صریح و قاطع این تصورات مربوط به آلودگی و ناپاکی را محکوم کرد.

### زهدگرایی
مفهوم سنیاسه بر نگرش به زنان در هند تأثیر گذاشته بود. زنان ذاتاً به‌عنوان وسوسه‌ای در نظر گرفته می‌شدند که یک سنیاسی باید از آن اجتناب کند. با این حال، گوروها زنان را مانعی برای رسیدن به رستگاری نمی‌دانستند. آنان اندیشه کناره‌گیری از دنیا را رد کرده و زندگی خانوادگی را، در صورتی که به شیوه‌ای درست سپری شود، برتر از زندگی یک زاهد می‌دانستند.
به‌جای تجرّد و کناره‌گیری از دنیا، گورو نانک زندگی خانوادگی (گریهاستا) را توصیه می‌کند.

### تابوی قاعدگی
در آیین سیک، قاعدگی باعث نمی‌شود که زنان ناپاک محسوب شوند و رفتار زنان در دوران قاعدگی محدود نمی‌شود.
در کتاب اصل زنانه در چشم‌انداز سیک از امر متعالی، نیکی-گونیندر کور سینگ می‌نویسد:
«تحقیر بدن زنانه، که در بسیاری از تابوهای فرهنگی و دینی پیرامون قاعدگی و زایمان بیان شده است، در جهان‌بینی سیک وجود ندارد. گورو نانک به صراحت کسانی را که زنان را به دلیل قاعدگی ناپاک می‌دانند، سرزنش می‌کند.»

### قتل نوزادان دختر
قتل نوزادان دختر در آیین سیک ممنوع است و رهت ناماها (مجموعه قوانین رفتاری) سیک‌ها را از هرگونه ارتباط یا رابطه با افرادی که این عمل را انجام می‌دهند، منع می‌کند.

### ساتی (رسم)(سوزاندن بیوه)

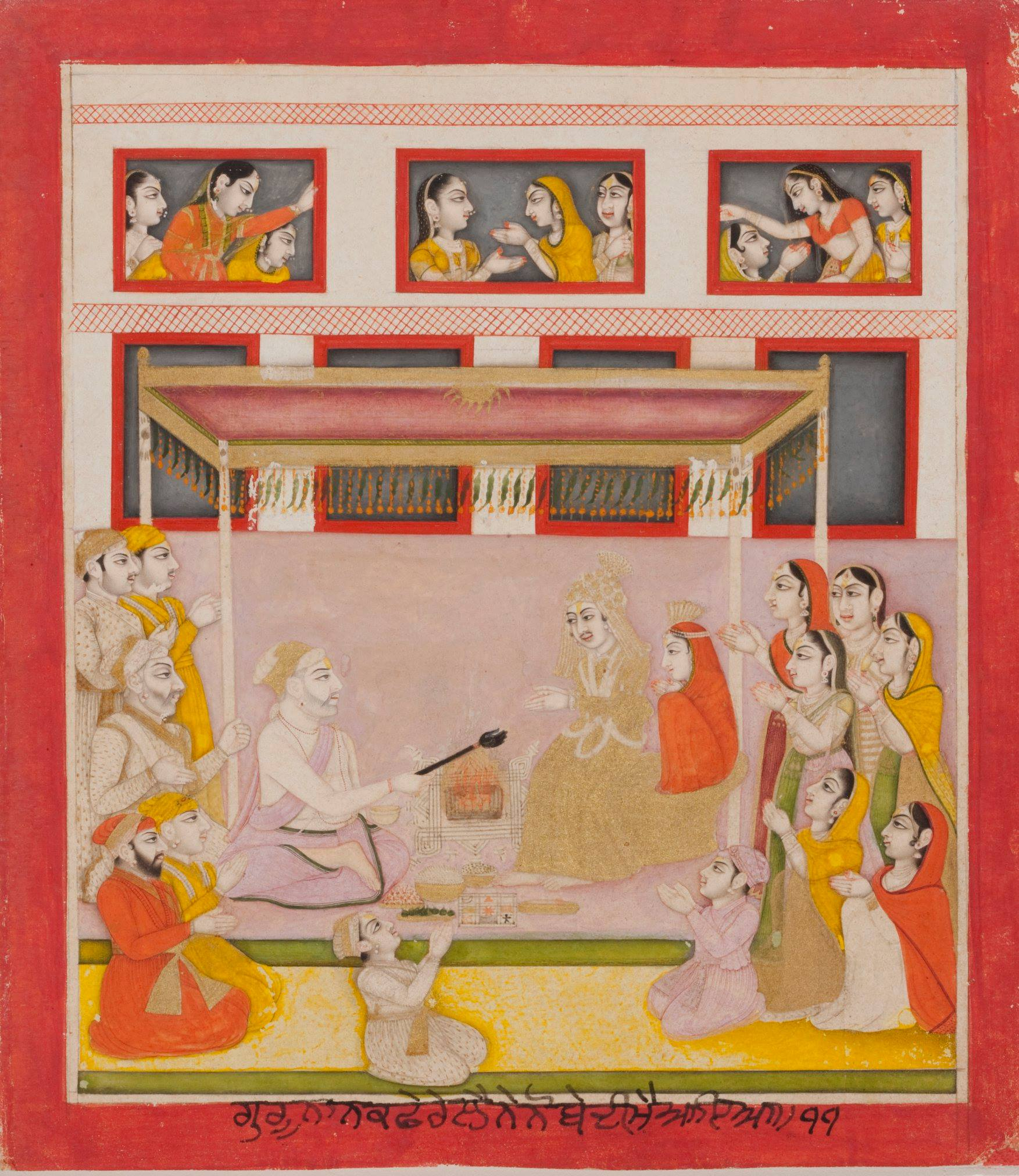
مراسم ازدواج گورو نانک و سولاخنی چونا. از مجموعه نقاشی‌های جنم‌ساکی، حدود ۱۷۵۵–۱۸۰۰.

سوزاندن بیوه، یا ساتی (رسم)، به‌صراحت در متون مقدس سیکی ممنوع شده است.
به‌عنوان گامی عملی برای جلوگیری از این رسم، آیین سیک ازدواج مجدد بیوه‌ها را مجاز می‌داند.

### روبند
آیین سیک به‌شدت نسبت به هرگونه روبند صورت (Ghoonghat) انتقاد داشت. گوروهای آیین سیک این رسم را محکوم کردند و انزوای زنان و پوشاندن صورت را رد نمودند، که این امر در اواخر دورهٔ قرون وسطی منجر به کاهش استفاده از روبند در برخی طبقات شد. این موضوع توسط کبیر (صوفی) نیز مورد تأکید قرار گرفت.

### جهیزیه
گورو رام داس آیین جهیزیه را محکوم کرد.